# Franking (Autriche)
Franking est une commune autrichienne du district de Braunau am Inn en Haute-Autriche.